# Paul Goffeny
Paul Goffeny (* 27. August 1907 in Carnac (Bretagne); † 1. Januar 1945 bei La Tremblade (Charente-Maritime)) war ein hochdekorierter französischer Militärpilot, der im Januar 1945 bei den Kämpfen um das noch von der deutschen Wehrmacht besetzte Royan sein Leben verlor.
Goffeny ging 1927 als Freiwilliger zu den Marinefliegern (Aviation Navale) der französischen Marine und erhielt 1929 sein Marinefliegerpatent.  Er stieg stetig durch die Mannschafts- und Unteroffiziersdienstgrade auf, und am 1. Januar 1940 wurde er „Premier Maître Pilote“ (Stabsfeldwebel).  1941 war er in Syrien an den Kämpfen gegen die einmarschierenden britischen Truppen beteiligt, wobei er in Luftkämpfen eine Bristol Blenheim abschoss und eine Curtiss P-40 zur Bruchlandung zwang.
1944 gehörte Goffeny, inzwischen als „Officier d'equipage“ (Bootsmann), zur Marine-Staffel 4FB, einer mit Douglas SBD-3 Dauntless Aufklärungsbombern ausgerüsteten Einheit in Cognac. Bei einem Angriff auf deutsche Stellungen am Atlantikwall wurde er abgeschossen, aber es gelang ihm, sich durch Minenfelder zurück zu französischen Stellungen durchzuschlagen.
Am 1. Januar 1945 führte er sechs SBD bei einem Bombenangriff auf einen nordwestlich von Royan auf der Reede vor dem Pointe Coubre liegenden Tanker an. Eine seiner Bomben löste sich bei dem Angriff nicht aus ihrer Halterung und explodierte kurz darauf. Goffenys Maschine stürzte brennend in einen Wald südlich von La Tremblade. Die Leichen Paul Goffenys und des Bordschützen Michel Chauvin wurden von deutschen Soldaten geborgen und mit militärischen Ehren auf dem Friedhof von Royan beigesetzt.

## Ehrungen
- Goffeny wurde mit dem Ritterkreuz der Ehrenlegion („Croix de Chevalier de la Légion d'Honneur“) ausgezeichnet.
- Die französische Marine benannte das ehemals deutsche Flugsicherungsschiff Max Stinsky, das nach dem Krieg an Frankreich abgegeben wurde, ihm zu Ehren O.E. Paul Goffeny (F754) und später einfach Paul Goffeny (A754).[1][2]